# Френк Гері
Френк Гері (англ. Frank Gehry; ім'я при народженні: Ефраїм Овен Ґолдберґ / Ephraim Owen Goldberg; *28 лютого 1929, Торонто, Канада) — канадсько-американський архітектор, відомий апологет постмодернізму й деконструктивізму в архітектурі; лауреат Прітцкерівської премії (1989).
Живе й працює в Лос-Анджелесі (США).
Будівлі Гері по всьому світі, включно зі спроектованою ним власною резиденцією, є значними туристськими об'єктами через новизну й оригінальність форм і втілених ідей. Його роботи часто цитуються як одні з найзначніших творів сучасної архітектури в 2010 році в World Architecture Survey, що змусило Vanity Fair (амер. журнал) відзначити його як «найважливішого архітектора нашого часу» .
До найвідоміших робіт Гері відносять Музей Соломона Гуггенгайма в Більбао, Іспанія; MIT Stata Center в Кембриджі, штат Массачусетс, Walt Disney Concert Hall в Лос-Анджелесі; Experience Music Project у Сієтлі, Weisman Art Museum в Міннеаполісі, Танцюючий дім у Празі ; Vitra Design Museum і MARTa Museum в Німеччині; Художня галерея Онтаріо в Торонто і Cinémathèque française в Парижі. Та поштовхом до його кар'єри стала його резиденція в Санта-Моніці, штат Каліфорнія.

## Приватне життя
Гері народився 28 лютого 1929 в Торонто, Ontario. Його батьки — польські євреї. З творчістю він познайомився ще в дитинстві, натхнений бабусею, він будував маленькі міста з дерева. Весь час він витрачав на малювання з батьком і матір'ю, що познайомило його зі світом мистецтва. «Таким чином, творчі гени були передались мені», говорить Гері.
Йому дане єврейське ім'я «Ephraim» його дідом, але використовували його тільки в тісних колах.
У 1947 році Гері переїхав до Каліфорнії, влаштувався на роботу за кермо вантажівки, навчався в Лос-Анджелеському коледжі, в кінцевому підсумку закінчив Університет Південної Каліфорнії, Школи архітектури. Після закінчення навчання в 1954 році, він проводив час в галузях далеких від архітектури на багатьох інших робочих місцях, включаючи службу в Армії Сполучених Штатів. Навчався на містобудівництві в Гарвардській вищій школі дизайну протягом року, та залишив її до завершення програми. У 1952 році, ще як Овен Голдберг, він одружився з Анітою Снайдер, яка, як він стверджує, підказала йому змінити своє ім'я на Френк Гері. У 1966 році він і Снайдер розлучилися. У 1975 році він одружився з Бертою Ізабель Агілерою, своєю нинішньою дружиною. У нього є дві дочки від першого шлюбу і два сина від другого.
Виріс в Канаді. Гері є великим шанувальником хокею. У 2004 році він розробив трофей Всесвітнього Кубку з Хокею. Гері має подвійне громадянство в Канаді і Сполучених Штатах. Він живе в Санта-Моніці, штат Каліфорнія, і продовжує працювати в Лос-Анджелесі, штат Каліфорнія.

## З біографії та кар'єри
З 17-річного віку Френк Гері живе в Лос-Анджелесі, де від 1967 року завідує власним архітектурним бюро.
У 1950—1960-і роки Гері перебував під впливом Френка Ллойда Райта. Звернувся до постмодернізму 1978 року, винахідливо реконструювавши власне помешкання, зведене у 1920-х роках.
1989 року Френк Гері був удостоєний Прітцкерівської премії.
Авторству Гері належать наступні яскраві постмодерністські й деконструктивістські споруди:
- Музей Фредеріка Вейсмана в Міннеаполісі (1993);
- «Танцюючий дім» у Празі (1995);
- Музей Соломона Гуггенгайма в Більбао (1997);
- Музей музики в Сіетлі (2000);
- Концертний зал імені Волта Діснея в Лос-Анджелесі (2003);
- сучасні корпуси Массачусетського технологічного інституту, Кембридж (Массачусетс);
- сучасні приміщення Художньої галереї Онтаріо (2004–2008).

Гері створює, на перший погляд, ірреальні та сумнівні з естетичної точки зору, об'єкти; начебто розкладаючи цілісність споруди, архітектор не докопується ані до істини призначення будівлі, ані не відштовхується від якогось глибинного задуму чи ідеї. Саме через це позірно роботи архітектора здаються довільними нагромадженнями, геометричними сукупностями, що «виросли» через забаганку їхнього творця. Такий підхід, що власне можна визначити як «крайній деконструктивізм», завжди лишався в об'єктиві критики фахівців, громадськості і навіть колег по цеху (творчості, ремеслу). Тим не менше оці об'єми, що розпадаються; грубі і такі, що здається, не тримаються купи, поверхні; використання ламаних і обірваних ліній; відкидання традиційних архітектурних ліній, роблять архітектуру Френка Гері та її зразки неповторними й, безперечно, являють собою непересічне явище у сучасному мистецтві.

## Галерея робіт

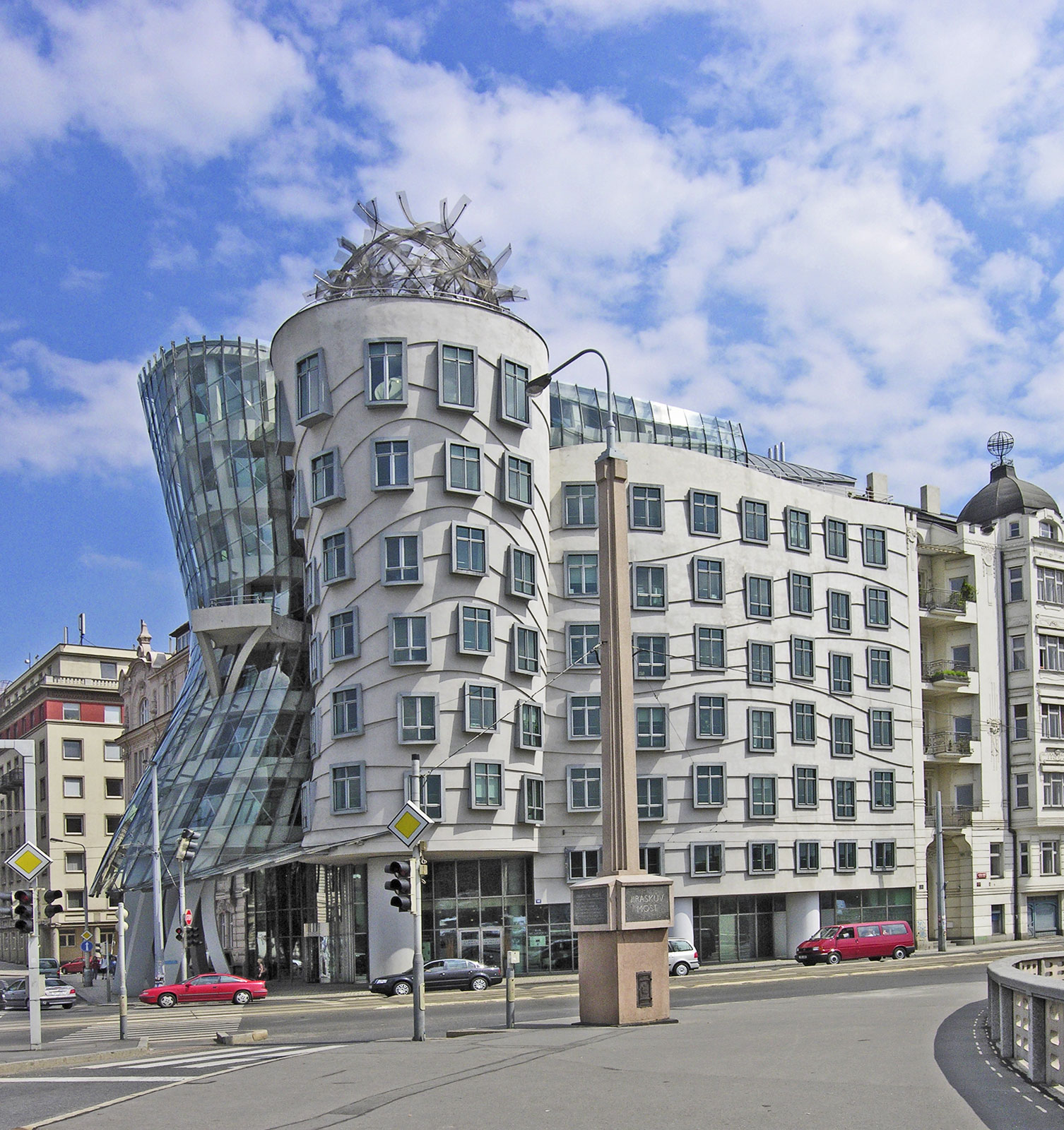
«Танцюючий дім», 1992, Прага
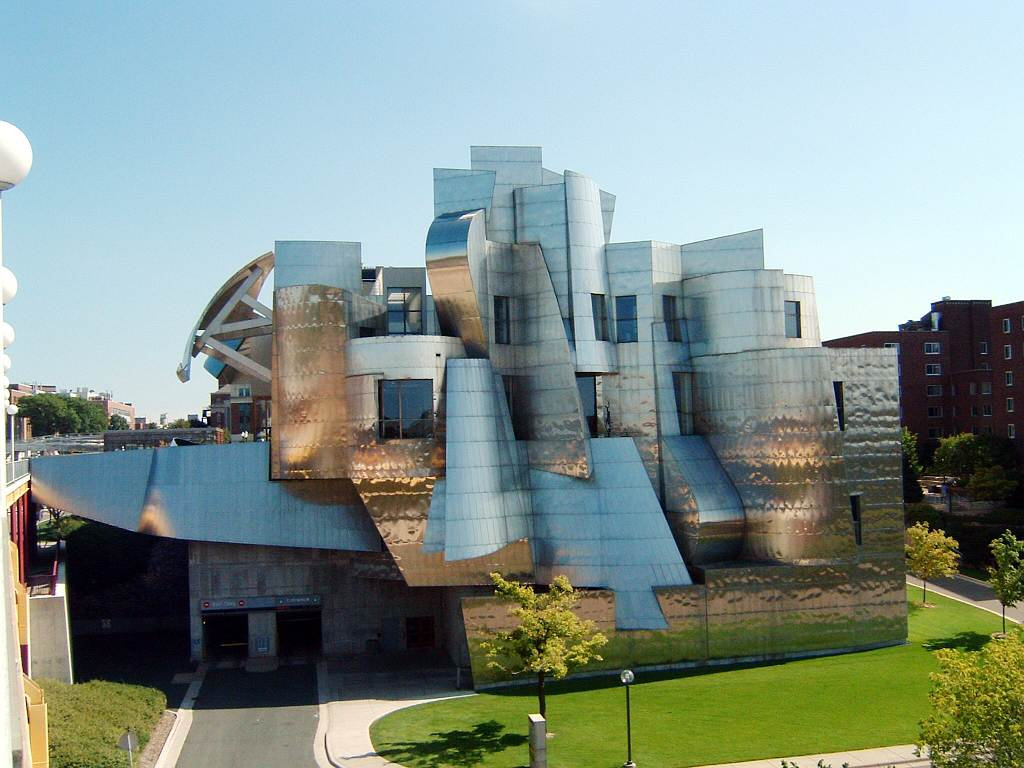
Музей Фредеріка Вейсмана, 1993, Міннеаполіс
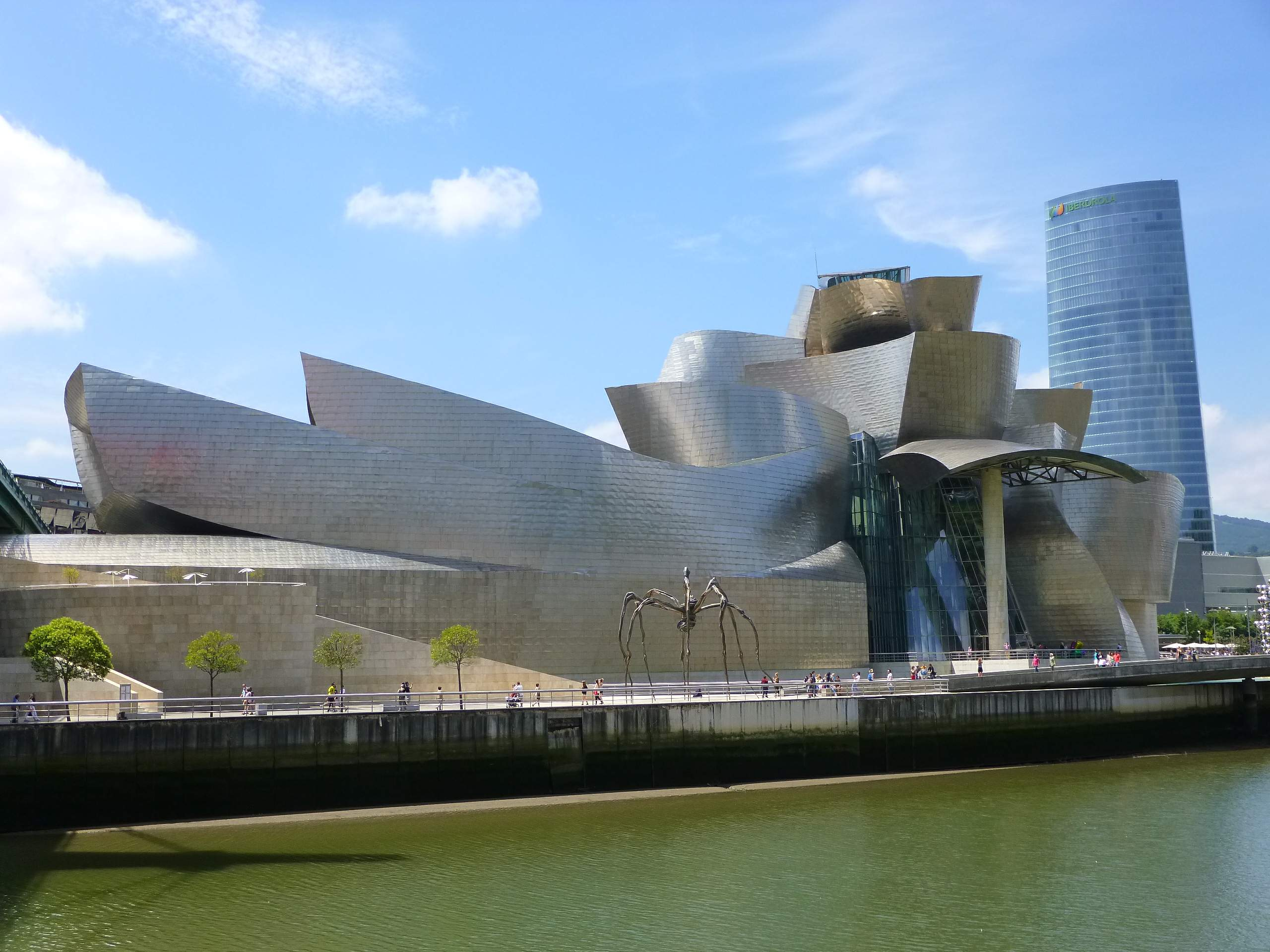
Музей Соломона Гуггенгайма, 1997, Більбао
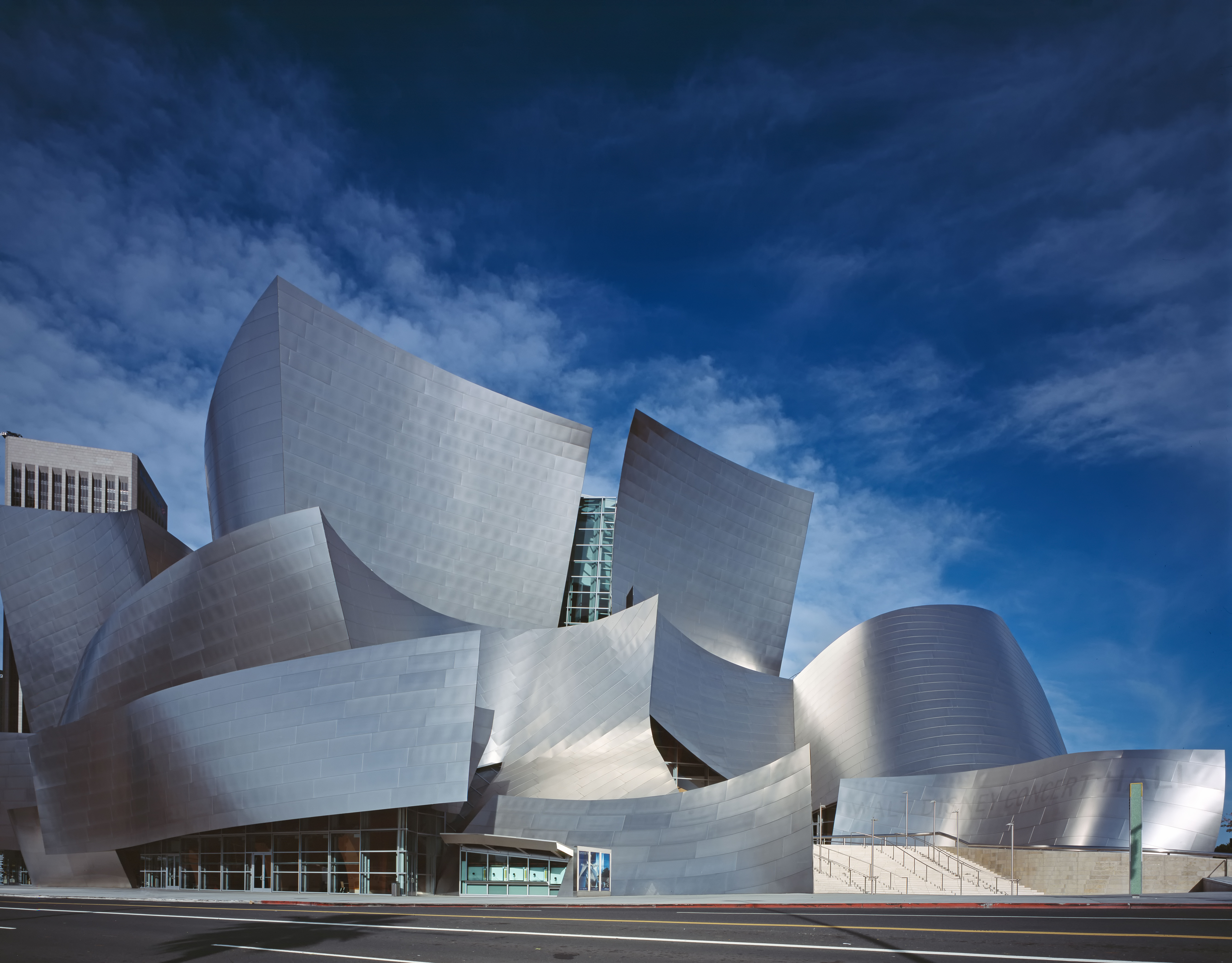
Концертний зал імені Волта Діснея, 1999, Лос-Анджелес
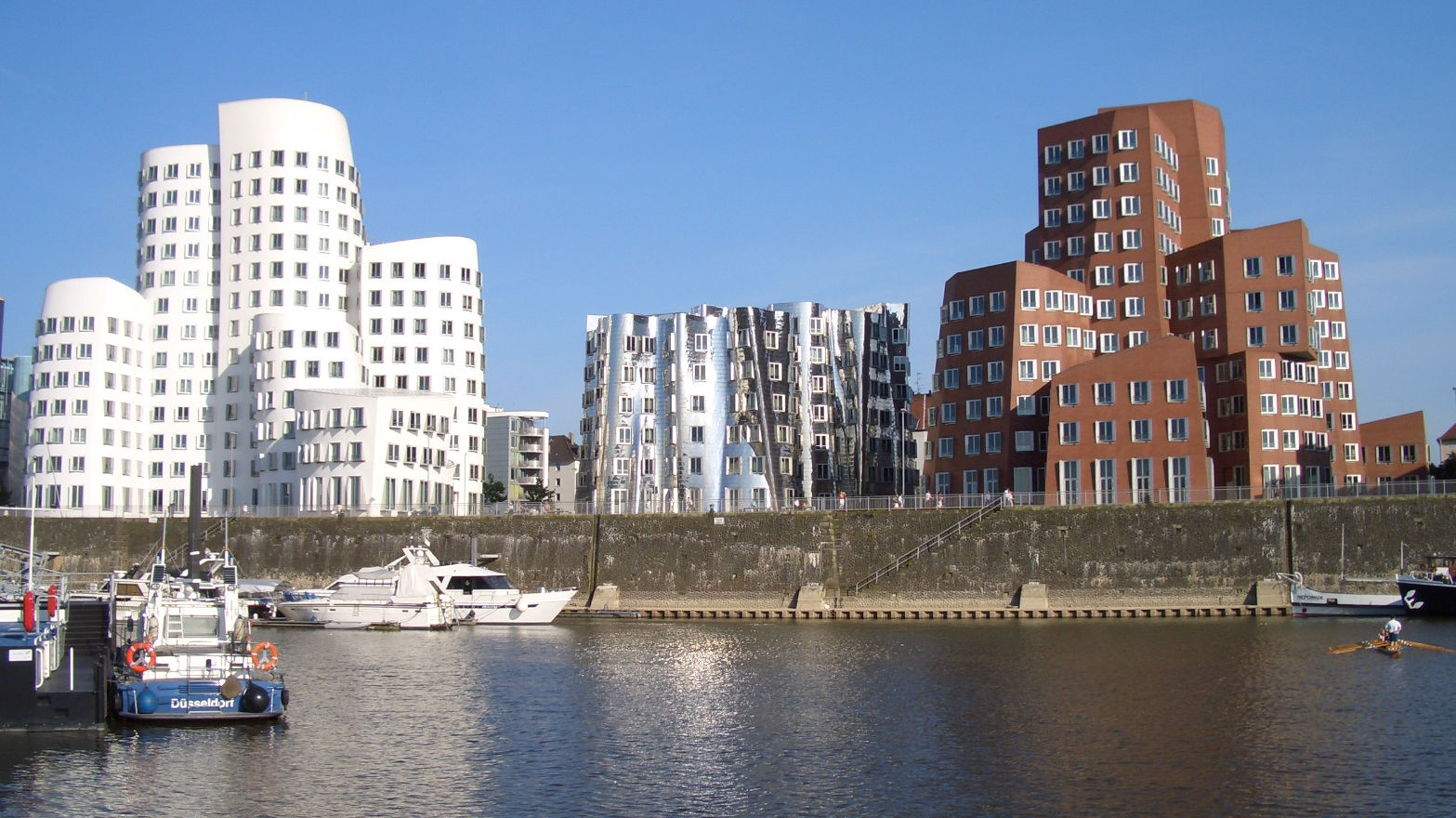
Офісні будинки в р-ні Медіа-Хафен, 1999, Дюссельдорф
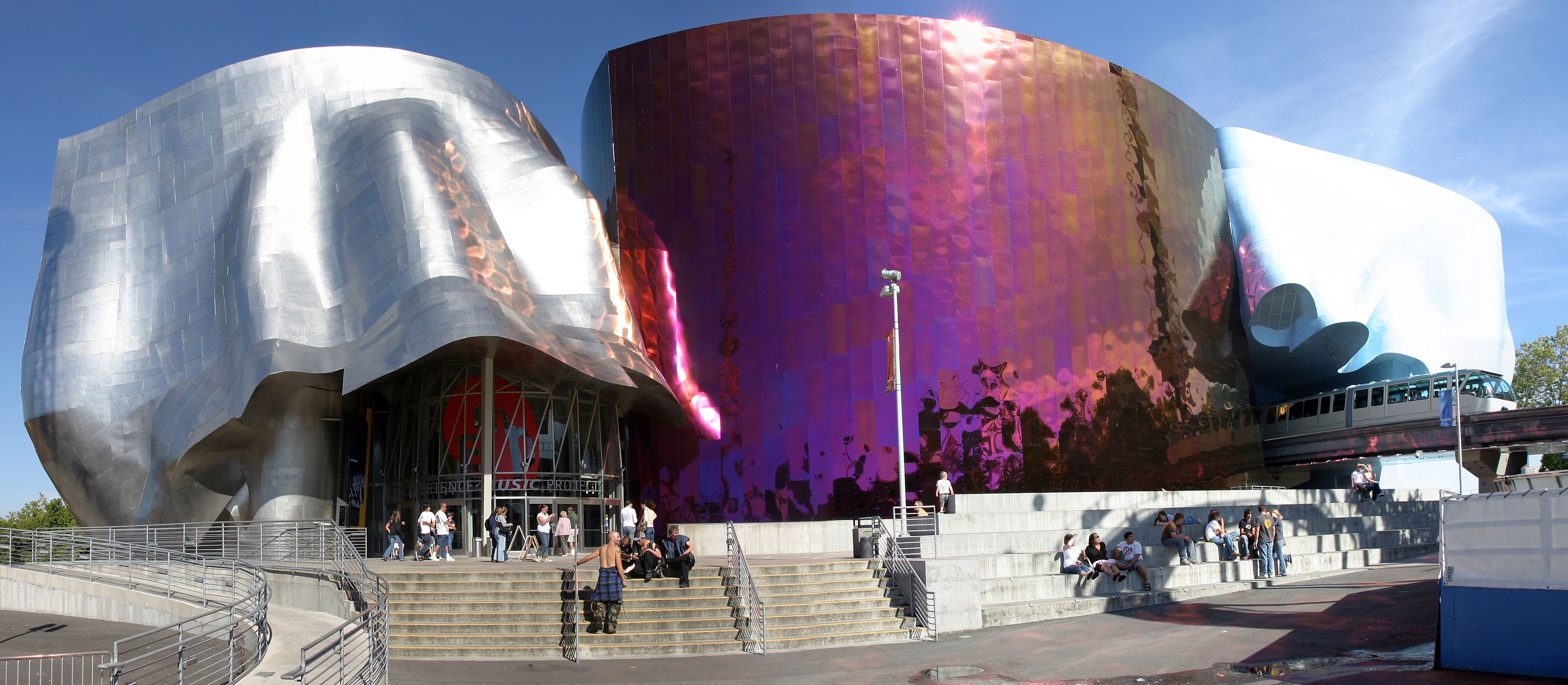
Музей музики, 2000, Сіетл
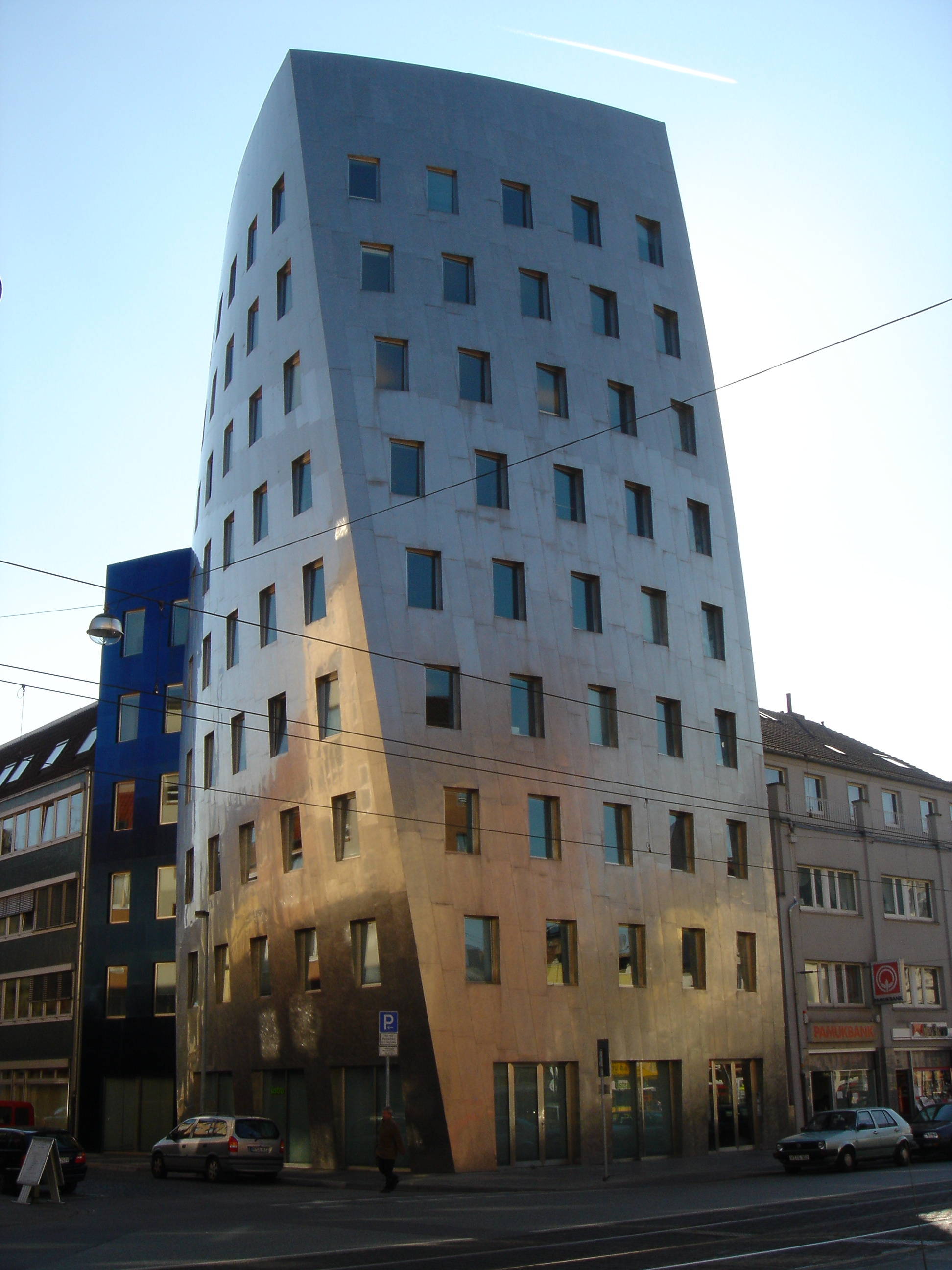
Гері-Тауер, 2001, Ганновер
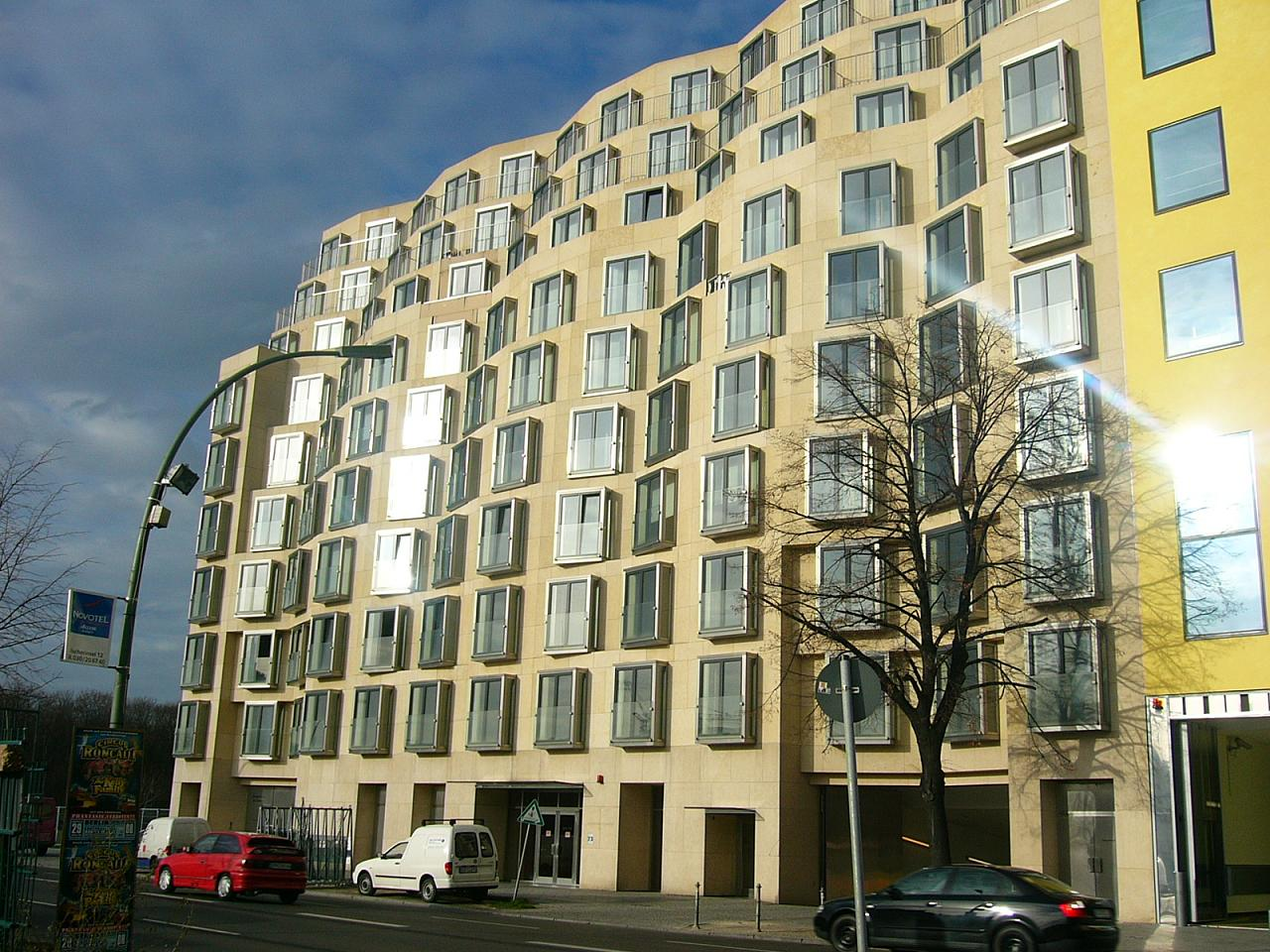
DZ BANK, 2001, Берлін
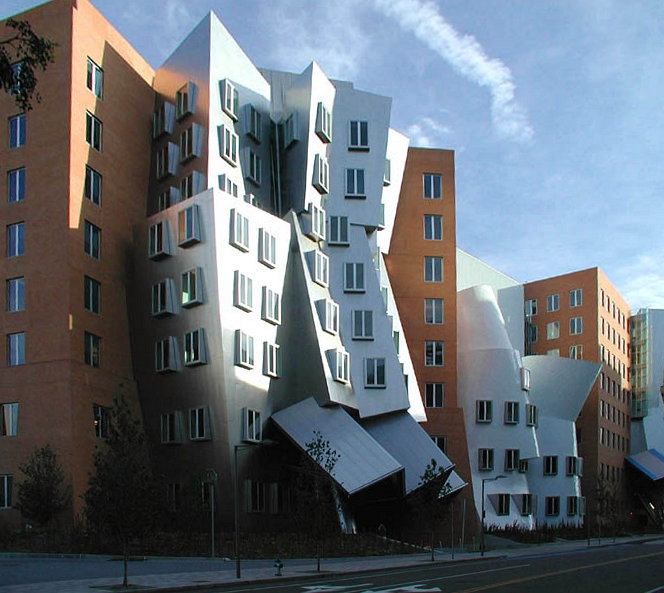
Будинок №32 в кампусі МТІ, 2004, Бостон
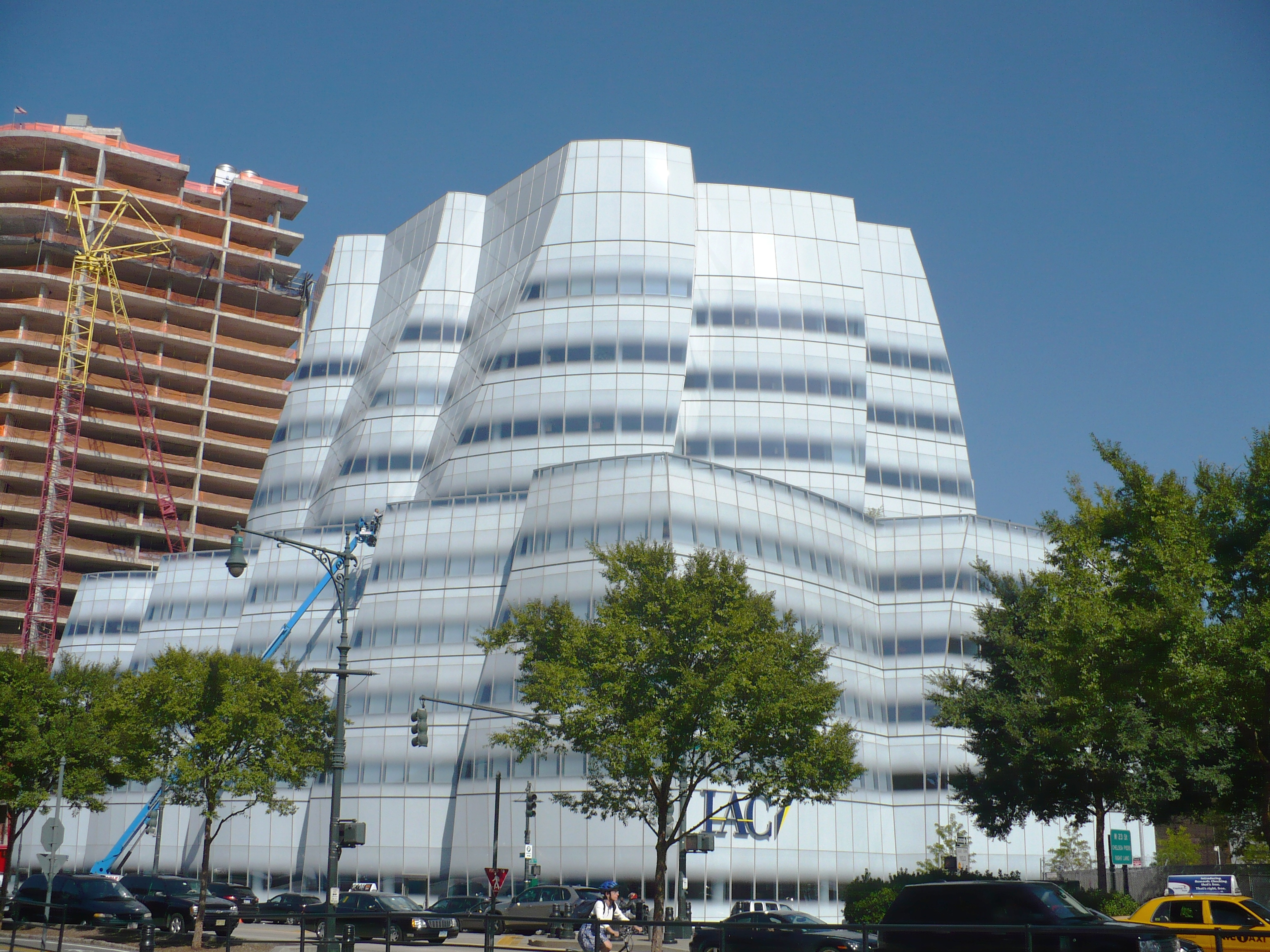
Головний офіс IAC, 2007, Нью-Йорк
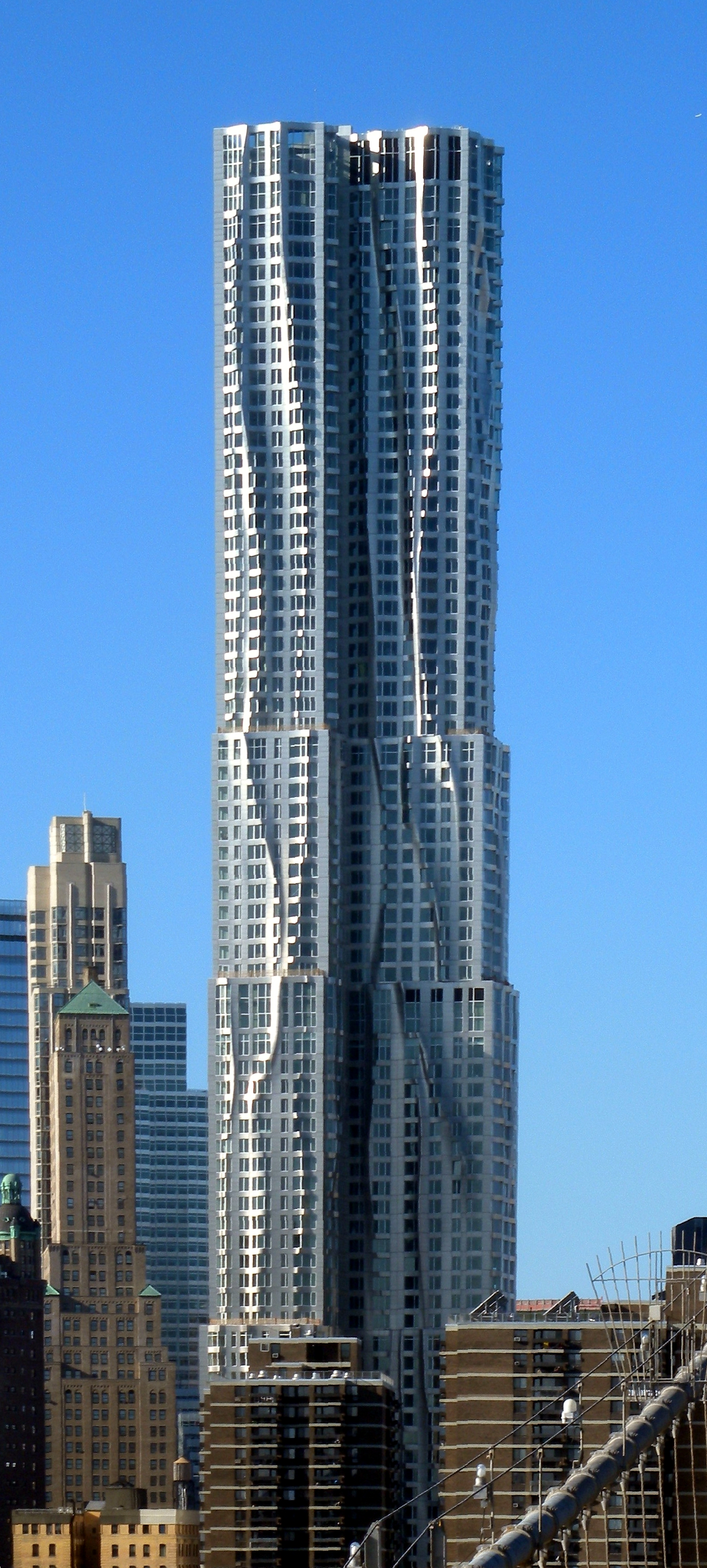
Нью-Йорк-бай-Гері, 2006-2011, Нью-Йорк
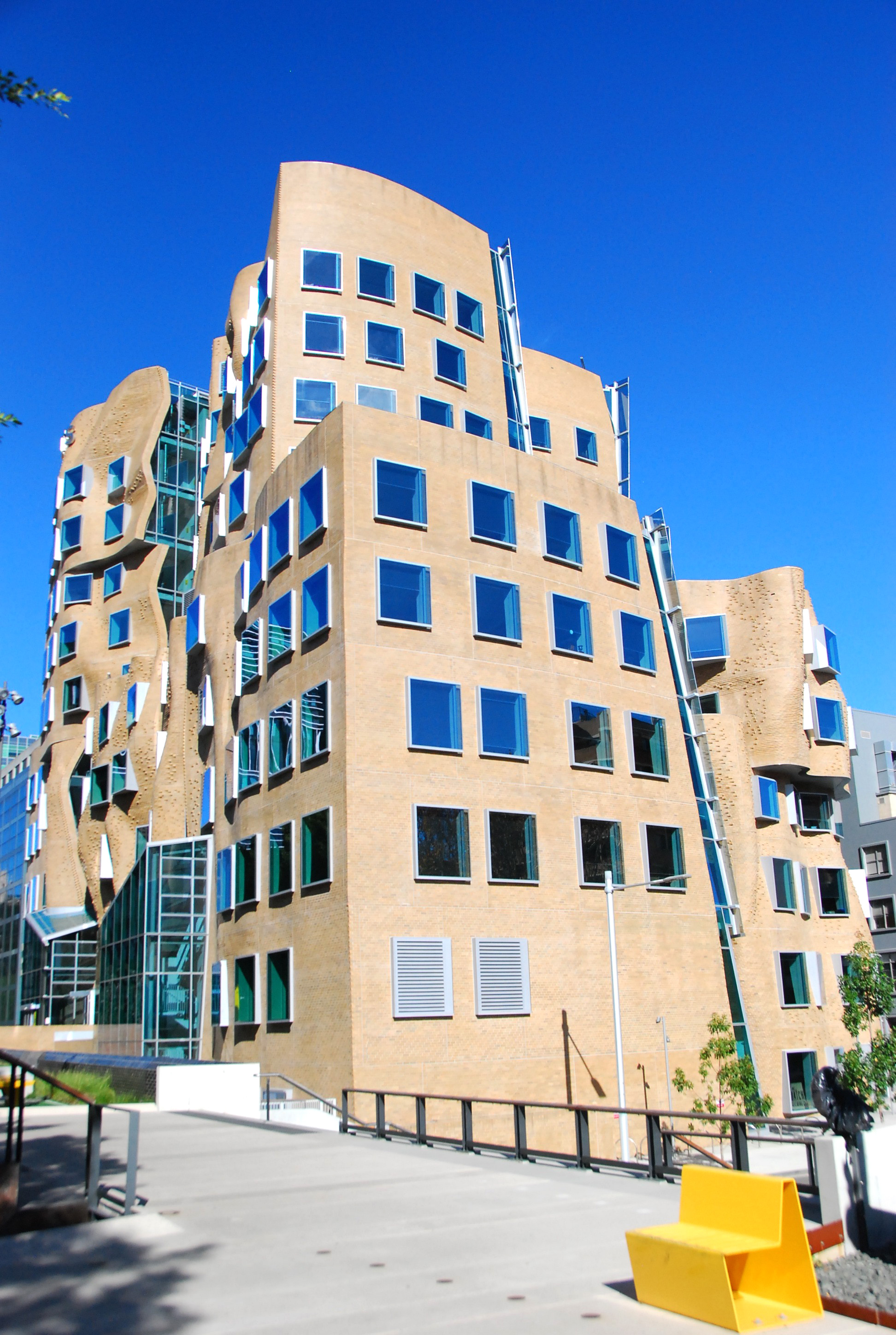
Будинок Чау Чак Вінга, 2014, Сідней